# Южная провинция (Сьерра-Леоне)
Ю́жная прови́нция (англ. Southern Province) — одно из четырёх основных подразделений Сьерра-Леоне.
- Административный центр — город Бо.
- Площадь — 19 694 км², население — 1 377 067 человек (перепись 2004 года).

## Границы
На северо-востоке граничит с Восточной провинцией, на севере — с Северной провинцией, на северо-западе с Западной областью, на юго-востоке с Либерией. На юго-западе находится побережье Атлантического океана.

## Административное деление
Административно разделена на четырёх районов (округа):
- Бо
- Бонте[англ.]
- Моямба
- Пуджехун

Бо является вторым по величине и вторым наиболее населённым городом в Сьерра-Леоне после национальной столицы — Фритауна.